# 北九州市立高見小学校
北九州市立高見小学校（きたきゅうしゅうしりつたかみしょうがっこう）は北九州市八幡東区高見4丁目にある公立小学校。児童数は375人（同校ホームページより、2020年現在）。

## 概要
2015年に創立100年を迎えた歴史のある小学校である。近くには高見の森や板櫃川があり、子供たちの遊び場となっている。また、理科教育に力を入れており、ソニー賞をはじめさまざまな賞を受けたことがある。

## 沿革
- 1916年4月1日 - 企救郡板櫃村の一部を併合し、高見尋常小学校を設立。当時の児童数は543名、職員数は14名であった[2]。
- 1941年4月1日 - 高見国民学校と改称、児童数は1626名だった[2]
- 1966年4月23日 - 創立50周年記念式典を挙行[2]
- 1985年11月9日 - 創立70周年記念式典を挙行[2]
- 1990年10月2日 - 創立75周年記念式典を挙行[2]
- 1995年11月18日 - 創立80周年記念式典を挙行[2]
- 2000年11月4日 - 創立85周年記念式典を挙行[2]
- 2004年7月20日 - 校舎一部解体[2]
- 2004年10月1日 - 校舎改築工事開始[2]
- 2006年4月1日 - 新校舎完成[2]
- 2009年6月 - 北九州市民憲章モデル校となる[2]
- 2012年11月 - 日本ＰＴＡ全国協議会優良ＰＴＡ文部科学大臣表彰を受賞[2]
- 2015年11月28日 - 創立100周年記念式典を挙行[2]

## 特筆すべき活動
特に特徴的であったり、賞を受けたりした活動について記す。
- 理科教育が盛んで、自然と触れ合う活動が多い[3][4]。
- 合唱で、NHK全国学校音楽コンクール福岡大会金賞やこども音楽コンクール西日本大会（MBS）優秀賞を受賞するなど優秀な成績を残している。
- PTAが文部大臣表彰を受けたことがある[5]。
- 校舎の建て替えの為、運動場がなくなった経験から体育教育に力を入れている[6]。中でも特徴的なのは運動の習得を目的とした「シャトルサーキット学習」と呼ばれる方法である。これは主となる運動を行うコーナーを設置し、その周りに補助となる運動のコーナーを配置して、往復しながら練習するというもので、器械運動やマット運動、鉄棒、水泳などで使われている。その他に、朝に「たかみんタイム」という時間が週2回程あり、子供達が楽しく運動に取り組んでいる。近年そこで行っているヒップホップダンスが地元の祭りで注目を集めた。現在では「高見ドリームキッズ」というダンスチームも結成され、様々な場所で発表を行っている。
- 平成27年、創立100周年にあたり「身体強健＜たくましく＞、才気煥発＜かしこく＞、情操豊か＜みんなやさしく＞」とする校訓を作成。[3]

## 交通
- バス
  - 最寄停留所 : 西鉄バス昭和町バス停

## 周辺施設
- 荒生田神社
- 製鐵寺
- 高見神社
- 高見倶楽部 - 新日鐵の社交場。八幡製鐵時代からの風格を保っている。
- 中央公園
  - 北九州市立総合体育館
- 高見中央公園
- 北九州市立高見中学校
- 福岡県立北九州視覚特別支援学校: お互いに訪問したり、点字タイプライターが贈られるなど親交がある[独自研究?]。
- 北九州市立八幡東幼稚園
- 学校法人高見学園 高見幼稚園